# Кумач
Кума́ч (тюрк.) — бавовняна тканина полотняного переплетення, забарвлена в яскраво-червоний колір.
У Російській імперії кумач відомий з XVII століття. Він здебільшого використовувався російськими селянами для пошиву чоловічих сорочок та жіночих сарафанів.
Під час і після Жовтневого перевороту 1917 року, протягом радянського періоду, в Росії та СРСР з кумача більшовики та їхні прихильники робили прапори і транспаранти. Тому згодом слово «кумач» асоціювалося з червоним прапором.